# Hagenberg im Mühlkreis
Hagenberg im Mühlkreis là một đô thị ở the huyện Freistadt bang Oberösterreich ở nước Áo. Đô thị này có diện tích 15,1 km², dân số thời điểm ngày 31 tháng 12 năm 2005 là 2534 người, cự ly 20 km so với Linz. Hagenberg là một trung tâm nghiên cứu, giáo dục và công nghiệp.